# Marie Narelle
Marie Narelle, eigentlich Catherine Mary Ryan, auch Molly Ryan (* 28. Januar 1870 in Combanning Station bei Temora, New South Wales; † 26. Januar 1941 in Chipping Norton, Großbritannien) war eine australische Sängerin (Sopran) irischer Abstammung.

## Leben
Narelle trat bereits in ihrer Jugend als Sängerin u. a. beim Presentation Convent in Wagga Wagga und in der katholischen Kirche von Temora auf. 1891 heiratete sie den Rechtanwaltsgehilfen Matthew Aloysius Callaghan, der sich als Trinker herausstellte und sie drei Jahre später als Mutter dreier Kinder verließ. Sie bestritt ihren Lebensunterhalt in den nächsten Jahren als Musiklehrerin, Organistin und Chorleiterin in Kleinstädten an der Südostküste von New South Wales, bis sie von dem Bischof Joseph Higgins bei einem Auftritt als Sängerin in der katholischen Kirche von Coerbago entdeckt wurde.
Dieser verschaffte ihr Zugang zu einer soliden Gesangsausbildung. Sie nahm in Sydney zunächst Unterricht im St Vincent's Convent bei Mary Ellen Christian, einer ehemaligen Lehrerin von Nellie Melba, dann an der Royal Academy of Music bei Manuel Patricio Rodríguez García und schließlich bei Roberto Hazon.
Zwischen 1898 und 1902 trat sie, gemanagt von John Lemmoné und oft gemeinsam mit der Altistin Eva Mylott, in New South Wales, Queensland und Tasmanien mit irischen Balladen und Opernarien auf. Auf Einladung des Politikers William O’Brien kam sie 1902 nach Irland. Sie hatte hier große Erfolge mit ihren Balladen und trat erstmals mit dem zu der Zeit noch unbekannten Tenor John McCormack auf. 1903 hatte sie in der Royal Albert Hall einen Auftritt mit Clara Butt und Ada Crossley.
1904 reiste sie mit McCormack in die USA zur Weltausstellung in St. Louis, wo sie die Solisten des Blarney Castle Theatre waren. Es folgten weitere Auftritte in Amerika und Wachszylinderaufnahmen bei Thomas Alva Edison  sowie 1906 eine Konzertreise durch Australien und Neuseeland, bevor sie nach Europa zurückkehrten.
1910 ließ sie sich in New York nieder und gab von dort aus Konzerte in den USA. 1925–26 unternahm sie ihre letzte Konzerttournee durch Australien, die sie in der Städte ihrer Jugend führte. Ab 1934 lebte sie in England. Sie galt als die Australian Queen of Irish Song.